# Tour of Oman 2022
Tour of Oman 2022 var den 11. udgave af det omanske etapeløb Tour of Oman. Cykelløbets seks etaper blev kørt fra 10. februar til 15. februar 2022. Løbet var en del af UCI ProSeries 2022. Den samlede vinder af løbet blev tjekkiske Jan Hirt fra Intermarché-Wanty-Gobert Matériaux. Danske Anthon Charmig fra Uno-X Pro Cycling Team vandt 3. etape og løbets ungdomstrøje.

## Etaperne
| Etape    | Dato     | Start – Mål                                         | type          | Afstand (km) | Elevation (m) | Etapevinder      | Førende rytter   |
| -------- | -------- | --------------------------------------------------- | ------------- | ------------ | ------------- | ---------------- | ---------------- |
| 1. etape | 10. feb. | Rustaq Fort – Oman Convention and Exhibition Centre | flad etape    | 138          | 684 m         | Fernando Gaviria | Fernando Gaviria |
| 2. etape | 11. feb. | Naseem Park – Sohar                                 | flad etape    | 167,5        | 179 m         | Mark Cavendish   | Mark Cavendish   |
| 3. etape | 12. feb. | Sultan Qaboos University – Qurayyat                 | kuperet etape | 180          | 1.918 m       | Anthon Charmig   | Anthon Charmig   |
| 4. etape | 13. feb. | Sifah – Muscat                                      | kuperet etape | 119,5        | 2.174 m       | Fausto Masnada   | Fausto Masnada   |
| 5. etape | 14. feb. | Samail – Jebel Akhdar                               | bjergetape    | 150,5        | 1.967 m       | Jan Hirt         | Jan Hirt         |
| 6. etape | 15. feb. | Muscat – Matrah Corniche                            | flad etape    | 135,5        | 1.097 m       | Fernando Gaviria | Jan Hirt         |

### 1. etape
| Rustaq Fort - Oman Convention and Exhibition Centre | flad etape | (138 km) |

| \| Etaperesultat \| Etaperesultat \| Etaperesultat \| Etaperesultat \| Etaperesultat \| \| Rytter \| Rytter \| Hold \| Tid \| \| \| ------------- \| ------------------- \| ---------------------------------- \| ------------- \| ------------- \| \| 1. \| Fernando Gaviria \| UAE Team Emirates \| 3t 17' 04" \| \| \| 2. \| Mark Cavendish \| Quick-Step Alpha Vinyl \| + 0" \| \| \| 3. \| Kaden Groves \| BikeExchange-Jayco \| + 0" \| \| \| 4. \| Amaury Capiot \| Arkéa-Samsic \| + 0" \| \| \| 5. \| Paul Penhoët \| Groupama-FDJ \| + 0" \| \| \| 6. \| Maximiliano Richeze \| UAE Team Emirates \| + 0" \| \| \| 7. \| Max Walscheid \| Cofidis \| + 0" \| \| \| 8. \| Hugo Page \| Intermarché-Wanty-Gobert Matériaux \| + 0" \| \| \| 9. \| Andrea Peron \| Team Novo Nordisk \| + 0" \| \| \| 10. \| Mihkel Räim \| Burgos-BH \| + 0" \| \| |                     |                                    |            |
| |                     |                                    |            |
| Kilde: ProCyclingStats |                     |                                    |            |
| Etaperesultat |                     |                                    |            |
| Rytter | Rytter              | Hold                               | Tid        |
| 1. | Fernando Gaviria    | UAE Team Emirates                  | 3t 17' 04" |
| 2. | Mark Cavendish      | Quick-Step Alpha Vinyl             | + 0"       |
| 3. | Kaden Groves        | BikeExchange-Jayco                 | + 0"       |
| 4. | Amaury Capiot       | Arkéa-Samsic                       | + 0"       |
| 5. | Paul Penhoët        | Groupama-FDJ                       | + 0"       |
| 6. | Maximiliano Richeze | UAE Team Emirates                  | + 0"       |
| 7. | Max Walscheid       | Cofidis                            | + 0"       |
| 8. | Hugo Page           | Intermarché-Wanty-Gobert Matériaux | + 0"       |
| 9. | Andrea Peron        | Team Novo Nordisk                  | + 0"       |
| 10. | Mihkel Räim         | Burgos-BH                          | + 0"       |

| \| Samlede stilling \| Samlede stilling \| Samlede stilling \| Samlede stilling \| Samlede stilling \| \| Rytter \| Rytter \| Hold \| Tid \| \| \| ---------------- \| ------------------- \| ---------------------- \| ---------------- \| ---------------- \| \| 1. \| Fernando Gaviria \| UAE Team Emirates \| 3t 16' 54" \| \| \| 2. \| Mark Cavendish \| Quick-Step Alpha Vinyl \| + 2" \| \| \| 3. \| Peio Goikoetxea \| Euskaltel-Euskadi \| + 4" \| \| \| 4. \| Kaden Groves \| BikeExchange-Jayco \| + 6" \| \| \| 5. \| Rui Costa \| UAE Team Emirates \| + 9" \| \| \| 6. \| Jan Dunnewind \| Team Novo Nordisk \| + 9" \| \| \| 7. \| Amaury Capiot \| Arkéa-Samsic \| + 10" \| \| \| 8. \| Paul Penhoët \| Groupama-FDJ \| + 10" \| \| \| 9. \| Maximiliano Richeze \| UAE Team Emirates \| + 10" \| \| \| 10. \| Max Walscheid \| Cofidis \| + 10" \| \| |                     |                        |            |
| |                     |                        |            |
| Kilde: ProCyclingStats |                     |                        |            |
| Samlede stilling |                     |                        |            |
| Rytter | Rytter              | Hold                   | Tid        |
| 1. | Fernando Gaviria    | UAE Team Emirates      | 3t 16' 54" |
| 2. | Mark Cavendish      | Quick-Step Alpha Vinyl | + 2"       |
| 3. | Peio Goikoetxea     | Euskaltel-Euskadi      | + 4"       |
| 4. | Kaden Groves        | BikeExchange-Jayco     | + 6"       |
| 5. | Rui Costa           | UAE Team Emirates      | + 9"       |
| 6. | Jan Dunnewind       | Team Novo Nordisk      | + 9"       |
| 7. | Amaury Capiot       | Arkéa-Samsic           | + 10"      |
| 8. | Paul Penhoët        | Groupama-FDJ           | + 10"      |
| 9. | Maximiliano Richeze | UAE Team Emirates      | + 10"      |
| 10. | Max Walscheid       | Cofidis                | + 10"      |

### 2. etape
| Naseem Park - Sohar | flad etape | (167,5 km) |

| \| Etaperesultat \| Etaperesultat \| Etaperesultat \| Etaperesultat \| Etaperesultat \| \| Rytter \| Rytter \| Hold \| Tid \| \| \| ------------- \| ---------------- \| ---------------------------------- \| ------------- \| ------------- \| \| 1. \| Mark Cavendish \| Quick-Step Alpha Vinyl \| 4t 10' 31" \| \| \| 2. \| Kaden Groves \| BikeExchange-Jayco \| + 0" \| \| \| 3. \| Amaury Capiot \| Arkéa-Samsic \| + 0" \| \| \| 4. \| Fernando Gaviria \| UAE Team Emirates \| + 0" \| \| \| 5. \| Tom Devriendt \| Intermarché-Wanty-Gobert Matériaux \| + 0" \| \| \| 6. \| Mihkel Räim \| Burgos-BH \| + 0" \| \| \| 7. \| Campbell Stewart \| BikeExchange-Jayco \| + 0" \| \| \| 8. \| Paul Penhoët \| Groupama-FDJ \| + 0" \| \| \| 9. \| Milan Menten \| Bingoal Pauwels Sauces WB \| + 0" \| \| \| 10. \| Carlos Canal \| Euskaltel-Euskadi \| + 0" \| \| |                  |                                    |            |
| |                  |                                    |            |
| Kilde: ProCyclingStats |                  |                                    |            |
| Etaperesultat |                  |                                    |            |
| Rytter | Rytter           | Hold                               | Tid        |
| 1. | Mark Cavendish   | Quick-Step Alpha Vinyl             | 4t 10' 31" |
| 2. | Kaden Groves     | BikeExchange-Jayco                 | + 0"       |
| 3. | Amaury Capiot    | Arkéa-Samsic                       | + 0"       |
| 4. | Fernando Gaviria | UAE Team Emirates                  | + 0"       |
| 5. | Tom Devriendt    | Intermarché-Wanty-Gobert Matériaux | + 0"       |
| 6. | Mihkel Räim      | Burgos-BH                          | + 0"       |
| 7. | Campbell Stewart | BikeExchange-Jayco                 | + 0"       |
| 8. | Paul Penhoët     | Groupama-FDJ                       | + 0"       |
| 9. | Milan Menten     | Bingoal Pauwels Sauces WB          | + 0"       |
| 10. | Carlos Canal     | Euskaltel-Euskadi                  | + 0"       |

| \| Samlede stilling \| Samlede stilling \| Samlede stilling \| Samlede stilling \| Samlede stilling \| \| Rytter \| Rytter \| Hold \| Tid \| \| \| ---------------- \| ---------------- \| ------------------------- \| ---------------- \| ---------------- \| \| 1. \| Mark Cavendish \| Quick-Step Alpha Vinyl \| 7t 27' 16" \| \| \| 2. \| Kaden Groves \| BikeExchange-Jayco \| + 9" \| \| \| 3. \| Fernando Gaviria \| UAE Team Emirates \| + 9" \| \| \| 4. \| Antonio Angulo \| Euskaltel-Euskadi \| + 13" \| \| \| 5. \| Peio Goikoetxea \| Euskaltel-Euskadi \| + 13" \| \| \| 6. \| Amaury Capiot \| Arkéa-Samsic \| + 15" \| \| \| 7. \| Rui Costa \| UAE Team Emirates \| + 17" \| \| \| 8. \| Paul Penhoët \| Groupama-FDJ \| + 19" \| \| \| 9. \| Mihkel Räim \| Burgos-BH \| + 19" \| \| \| 10. \| Milan Menten \| Bingoal Pauwels Sauces WB \| + 19" \| \| |                  |                           |            |
| |                  |                           |            |
| Kilde: ProCyclingStats |                  |                           |            |
| Samlede stilling |                  |                           |            |
| Rytter | Rytter           | Hold                      | Tid        |
| 1. | Mark Cavendish   | Quick-Step Alpha Vinyl    | 7t 27' 16" |
| 2. | Kaden Groves     | BikeExchange-Jayco        | + 9"       |
| 3. | Fernando Gaviria | UAE Team Emirates         | + 9"       |
| 4. | Antonio Angulo   | Euskaltel-Euskadi         | + 13"      |
| 5. | Peio Goikoetxea  | Euskaltel-Euskadi         | + 13"      |
| 6. | Amaury Capiot    | Arkéa-Samsic              | + 15"      |
| 7. | Rui Costa        | UAE Team Emirates         | + 17"      |
| 8. | Paul Penhoët     | Groupama-FDJ              | + 19"      |
| 9. | Mihkel Räim      | Burgos-BH                 | + 19"      |
| 10. | Milan Menten     | Bingoal Pauwels Sauces WB | + 19"      |

### 3. etape
| Sultan Qaboos University - Qurayyat | kuperet etape | (180 km) |

| \| Etaperesultat \| Etaperesultat \| Etaperesultat \| Etaperesultat \| Etaperesultat \| \| Rytter \| Rytter \| Hold \| Tid \| \| \| ------------- \| ------------------- \| ---------------------------------- \| ------------- \| ------------- \| \| 1. \| Anthon Charmig \| Uno-X Pro Cycling Team \| 4t 19' 30" \| \| \| 2. \| Jan Hirt \| Intermarché-Wanty-Gobert Matériaux \| + 0" \| \| \| 3. \| Élie Gesbert \| Arkéa-Samsic \| + 2" \| \| \| 4. \| Fausto Masnada \| Quick-Step Alpha Vinyl \| + 4" \| \| \| 5. \| Rui Costa \| UAE Team Emirates \| + 4" \| \| \| 6. \| Rein Taaramäe \| Intermarché-Wanty-Gobert Matériaux \| + 4" \| \| \| 7. \| Henri Vandenabeele \| Team DSM \| + 4" \| \| \| 8. \| Harold Martín López \| Astana Qazaqstan Development Team \| + 7" \| \| \| 9. \| Denis Nekrasov \| Gazprom-RusVelo \| + 7" \| \| \| 10. \| Mauro Schmid \| Quick-Step Alpha Vinyl \| + 7" \| \| |                     |                                    |            |
| |                     |                                    |            |
| Kilde: ProCyclingStats |                     |                                    |            |
| Etaperesultat |                     |                                    |            |
| Rytter | Rytter              | Hold                               | Tid        |
| 1. | Anthon Charmig      | Uno-X Pro Cycling Team             | 4t 19' 30" |
| 2. | Jan Hirt            | Intermarché-Wanty-Gobert Matériaux | + 0"       |
| 3. | Élie Gesbert        | Arkéa-Samsic                       | + 2"       |
| 4. | Fausto Masnada      | Quick-Step Alpha Vinyl             | + 4"       |
| 5. | Rui Costa           | UAE Team Emirates                  | + 4"       |
| 6. | Rein Taaramäe       | Intermarché-Wanty-Gobert Matériaux | + 4"       |
| 7. | Henri Vandenabeele  | Team DSM                           | + 4"       |
| 8. | Harold Martín López | Astana Qazaqstan Development Team  | + 7"       |
| 9. | Denis Nekrasov      | Gazprom-RusVelo                    | + 7"       |
| 10. | Mauro Schmid        | Quick-Step Alpha Vinyl             | + 7"       |

| \| Samlede stilling \| Samlede stilling \| Samlede stilling \| Samlede stilling \| Samlede stilling \| \| Rytter \| Rytter \| Hold \| Tid \| \| \| ---------------- \| ------------------- \| ---------------------------------- \| ---------------- \| ---------------- \| \| 1. \| Anthon Charmig \| Uno-X Pro Cycling Team \| 11t 46' 55" \| \| \| 2. \| Jan Hirt \| Intermarché-Wanty-Gobert Matériaux \| + 4" \| \| \| 3. \| Élie Gesbert \| Arkéa-Samsic \| + 8" \| \| \| 4. \| Rui Costa \| UAE Team Emirates \| + 12" \| \| \| 5. \| Rein Taaramäe \| Intermarché-Wanty-Gobert Matériaux \| + 14" \| \| \| 6. \| Denis Nekrasov \| Gazprom-RusVelo \| + 17" \| \| \| 7. \| Harold Martín López \| Astana Qazaqstan Development Team \| + 17" \| \| \| 8. \| Hugo Page \| Intermarché-Wanty-Gobert Matériaux \| + 17" \| \| \| 9. \| Ryan Gibbons \| UAE Team Emirates \| + 17" \| \| \| 10. \| Filippo Zana \| Bardiani CSF Faizanè \| + 17" \| \| |                     |                                    |             |
| |                     |                                    |             |
| Kilde: ProCyclingStats |                     |                                    |             |
| Samlede stilling |                     |                                    |             |
| Rytter | Rytter              | Hold                               | Tid         |
| 1. | Anthon Charmig      | Uno-X Pro Cycling Team             | 11t 46' 55" |
| 2. | Jan Hirt            | Intermarché-Wanty-Gobert Matériaux | + 4"        |
| 3. | Élie Gesbert        | Arkéa-Samsic                       | + 8"        |
| 4. | Rui Costa           | UAE Team Emirates                  | + 12"       |
| 5. | Rein Taaramäe       | Intermarché-Wanty-Gobert Matériaux | + 14"       |
| 6. | Denis Nekrasov      | Gazprom-RusVelo                    | + 17"       |
| 7. | Harold Martín López | Astana Qazaqstan Development Team  | + 17"       |
| 8. | Hugo Page           | Intermarché-Wanty-Gobert Matériaux | + 17"       |
| 9. | Ryan Gibbons        | UAE Team Emirates                  | + 17"       |
| 10. | Filippo Zana        | Bardiani CSF Faizanè               | + 17"       |

### 4. etape
| Sifah - Muscat | kuperet etape | (119,5 km) |

| \| Etaperesultat \| Etaperesultat \| Etaperesultat \| Etaperesultat \| Etaperesultat \| \| Rytter \| Rytter \| Hold \| Tid \| \| \| ------------- \| ----------------------- \| ---------------------------------- \| ------------- \| ------------- \| \| 1. \| Fausto Masnada \| Quick-Step Alpha Vinyl \| 3t 01' 53" \| \| \| 2. \| Mauro Schmid \| Quick-Step Alpha Vinyl \| + 1' 07" \| \| \| 3. \| Kévin Vauquelin \| Arkéa-Samsic \| + 1' 07" \| \| \| 4. \| Rui Costa \| UAE Team Emirates \| + 1' 07" \| \| \| 5. \| Kevin Vermaerke \| Team DSM \| + 1' 07" \| \| \| 6. \| Anthon Charmig \| Uno-X Pro Cycling Team \| + 1' 07" \| \| \| 7. \| Jan Hirt \| Intermarché-Wanty-Gobert Matériaux \| + 1' 07" \| \| \| 8. \| Henri Vandenabeele \| Team DSM \| + 1' 07" \| \| \| 9. \| Sander Armée \| Cofidis \| + 1' 18" \| \| \| 10. \| Jonas Iversby Hvideberg \| Team DSM \| + 1' 23" \| \| |                         |                                    |            |
| |                         |                                    |            |
| Kilde: ProCyclingStats |                         |                                    |            |
| Etaperesultat |                         |                                    |            |
| Rytter | Rytter                  | Hold                               | Tid        |
| 1. | Fausto Masnada          | Quick-Step Alpha Vinyl             | 3t 01' 53" |
| 2. | Mauro Schmid            | Quick-Step Alpha Vinyl             | + 1' 07"   |
| 3. | Kévin Vauquelin         | Arkéa-Samsic                       | + 1' 07"   |
| 4. | Rui Costa               | UAE Team Emirates                  | + 1' 07"   |
| 5. | Kevin Vermaerke         | Team DSM                           | + 1' 07"   |
| 6. | Anthon Charmig          | Uno-X Pro Cycling Team             | + 1' 07"   |
| 7. | Jan Hirt                | Intermarché-Wanty-Gobert Matériaux | + 1' 07"   |
| 8. | Henri Vandenabeele      | Team DSM                           | + 1' 07"   |
| 9. | Sander Armée            | Cofidis                            | + 1' 18"   |
| 10. | Jonas Iversby Hvideberg | Team DSM                           | + 1' 23"   |

| \| Samlede stilling \| Samlede stilling \| Samlede stilling \| Samlede stilling \| Samlede stilling \| \| Rytter \| Rytter \| Hold \| Tid \| \| \| ---------------- \| ------------------ \| ---------------------------------- \| ---------------- \| ---------------- \| \| 1. \| Fausto Masnada \| Quick-Step Alpha Vinyl \| 14t 49' 00" \| \| \| 2. \| Anthon Charmig \| Uno-X Pro Cycling Team \| + 55" \| \| \| 3. \| Jan Hirt \| Intermarché-Wanty-Gobert Matériaux \| + 58" \| \| \| 4. \| Mauro Schmid \| Quick-Step Alpha Vinyl \| + 1' 06" \| \| \| 5. \| Rui Costa \| UAE Team Emirates \| + 1' 07" \| \| \| 6. \| Élie Gesbert \| Arkéa-Samsic \| + 1' 22" \| \| \| 7. \| Kevin Vermaerke \| Team DSM \| + 1' 22" \| \| \| 8. \| Henri Vandenabeele \| Team DSM \| + 1' 23" \| \| \| 9. \| Rein Taaramäe \| Intermarché-Wanty-Gobert Matériaux \| + 1' 28" \| \| \| 10. \| Denis Nekrasov \| Gazprom-RusVelo \| + 1' 31" \| \| |                    |                                    |             |
| |                    |                                    |             |
| Kilde: ProCyclingStats |                    |                                    |             |
| Samlede stilling |                    |                                    |             |
| Rytter | Rytter             | Hold                               | Tid         |
| 1. | Fausto Masnada     | Quick-Step Alpha Vinyl             | 14t 49' 00" |
| 2. | Anthon Charmig     | Uno-X Pro Cycling Team             | + 55"       |
| 3. | Jan Hirt           | Intermarché-Wanty-Gobert Matériaux | + 58"       |
| 4. | Mauro Schmid       | Quick-Step Alpha Vinyl             | + 1' 06"    |
| 5. | Rui Costa          | UAE Team Emirates                  | + 1' 07"    |
| 6. | Élie Gesbert       | Arkéa-Samsic                       | + 1' 22"    |
| 7. | Kevin Vermaerke    | Team DSM                           | + 1' 22"    |
| 8. | Henri Vandenabeele | Team DSM                           | + 1' 23"    |
| 9. | Rein Taaramäe      | Intermarché-Wanty-Gobert Matériaux | + 1' 28"    |
| 10. | Denis Nekrasov     | Gazprom-RusVelo                    | + 1' 31"    |

### 5. etape
| Samail - Jebel Akhdar | bjergetape | (150,5 km) |

| \| Etaperesultat \| Etaperesultat \| Etaperesultat \| Etaperesultat \| Etaperesultat \| \| Rytter \| Rytter \| Hold \| Tid \| \| \| ------------- \| ------------------ \| ---------------------------------- \| ------------- \| ------------- \| \| 1. \| Jan Hirt \| Intermarché-Wanty-Gobert Matériaux \| 3t 35' 39" \| \| \| 2. \| Kévin Vauquelin \| Arkéa-Samsic \| + 39" \| \| \| 3. \| Élie Gesbert \| Arkéa-Samsic \| + 48" \| \| \| 4. \| Kevin Colleoni \| BikeExchange-Jayco \| + 57" \| \| \| 5. \| Rui Costa \| UAE Team Emirates \| + 57" \| \| \| 6. \| Rein Taaramäe \| Intermarché-Wanty-Gobert Matériaux \| + 1' 11" \| \| \| 7. \| Anthon Charmig \| Uno-X Pro Cycling Team \| + 1' 11" \| \| \| 8. \| Henri Vandenabeele \| Team DSM \| + 1' 19" \| \| \| 9. \| Kevin Vermaerke \| Team DSM \| + 1' 43" \| \| \| 10. \| Mauro Schmid \| Quick-Step Alpha Vinyl \| + 1' 43" \| \| |                    |                                    |            |
| |                    |                                    |            |
| Kilde: ProCyclingStats |                    |                                    |            |
| Etaperesultat |                    |                                    |            |
| Rytter | Rytter             | Hold                               | Tid        |
| 1. | Jan Hirt           | Intermarché-Wanty-Gobert Matériaux | 3t 35' 39" |
| 2. | Kévin Vauquelin    | Arkéa-Samsic                       | + 39"      |
| 3. | Élie Gesbert       | Arkéa-Samsic                       | + 48"      |
| 4. | Kevin Colleoni     | BikeExchange-Jayco                 | + 57"      |
| 5. | Rui Costa          | UAE Team Emirates                  | + 57"      |
| 6. | Rein Taaramäe      | Intermarché-Wanty-Gobert Matériaux | + 1' 11"   |
| 7. | Anthon Charmig     | Uno-X Pro Cycling Team             | + 1' 11"   |
| 8. | Henri Vandenabeele | Team DSM                           | + 1' 19"   |
| 9. | Kevin Vermaerke    | Team DSM                           | + 1' 43"   |
| 10. | Mauro Schmid       | Quick-Step Alpha Vinyl             | + 1' 43"   |

| \| Samlede stilling \| Samlede stilling \| Samlede stilling \| Samlede stilling \| Samlede stilling \| \| Rytter \| Rytter \| Hold \| Tid \| \| \| ---------------- \| ------------------ \| ---------------------------------- \| ---------------- \| ---------------- \| \| 1. \| Jan Hirt \| Intermarché-Wanty-Gobert Matériaux \| 18t 25' 27" \| \| \| 2. \| Fausto Masnada \| Quick-Step Alpha Vinyl \| + 1' 00" \| \| \| 3. \| Rui Costa \| UAE Team Emirates \| + 1' 16" \| \| \| 4. \| Élie Gesbert \| Arkéa-Samsic \| + 1' 18" \| \| \| 5. \| Anthon Charmig \| Uno-X Pro Cycling Team \| + 1' 18" \| \| \| 6. \| Kévin Vauquelin \| Arkéa-Samsic \| + 1' 38" \| \| \| 7. \| Kevin Colleoni \| BikeExchange-Jayco \| + 1' 50" \| \| \| 8. \| Rein Taaramäe \| Intermarché-Wanty-Gobert Matériaux \| + 1' 51" \| \| \| 9. \| Henri Vandenabeele \| Team DSM \| + 1' 54" \| \| \| 10. \| Mauro Schmid \| Quick-Step Alpha Vinyl \| + 2' 01" \| \| |                    |                                    |             |
| |                    |                                    |             |
| Kilde: ProCyclingStats |                    |                                    |             |
| Samlede stilling |                    |                                    |             |
| Rytter | Rytter             | Hold                               | Tid         |
| 1. | Jan Hirt           | Intermarché-Wanty-Gobert Matériaux | 18t 25' 27" |
| 2. | Fausto Masnada     | Quick-Step Alpha Vinyl             | + 1' 00"    |
| 3. | Rui Costa          | UAE Team Emirates                  | + 1' 16"    |
| 4. | Élie Gesbert       | Arkéa-Samsic                       | + 1' 18"    |
| 5. | Anthon Charmig     | Uno-X Pro Cycling Team             | + 1' 18"    |
| 6. | Kévin Vauquelin    | Arkéa-Samsic                       | + 1' 38"    |
| 7. | Kevin Colleoni     | BikeExchange-Jayco                 | + 1' 50"    |
| 8. | Rein Taaramäe      | Intermarché-Wanty-Gobert Matériaux | + 1' 51"    |
| 9. | Henri Vandenabeele | Team DSM                           | + 1' 54"    |
| 10. | Mauro Schmid       | Quick-Step Alpha Vinyl             | + 2' 01"    |

### 6. etape
| Muscat - Matrah Corniche | flad etape | (135,5 km) |

| \| Etaperesultat \| Etaperesultat \| Etaperesultat \| Etaperesultat \| Etaperesultat \| \| Rytter \| Rytter \| Hold \| Tid \| \| \| ------------- \| ---------------- \| ---------------------------------- \| ------------- \| ------------- \| \| 1. \| Fernando Gaviria \| UAE Team Emirates \| 4t 10' 16" \| \| \| 2. \| Kaden Groves \| BikeExchange-Jayco \| + 0" \| \| \| 3. \| Amaury Capiot \| Arkéa-Samsic \| + 0" \| \| \| 4. \| Paul Penhoët \| Groupama-FDJ \| + 0" \| \| \| 5. \| Hugo Page \| Intermarché-Wanty-Gobert Matériaux \| + 0" \| \| \| 6. \| Mark Cavendish \| Quick-Step Alpha Vinyl \| + 0" \| \| \| 7. \| Felix Groß \| UAE Team Emirates \| + 0" \| \| \| 8. \| Laurenz Rex \| Bingoal Pauwels Sauces WB \| + 0" \| \| \| 9. \| Szymon Sajnok \| Cofidis \| + 0" \| \| \| 10. \| Kévin Vauquelin \| Arkéa-Samsic \| + 0" \| \| |                  |                                    |            |
| |                  |                                    |            |
| Kilde: ProCyclingStats |                  |                                    |            |
| Etaperesultat |                  |                                    |            |
| Rytter | Rytter           | Hold                               | Tid        |
| 1. | Fernando Gaviria | UAE Team Emirates                  | 4t 10' 16" |
| 2. | Kaden Groves     | BikeExchange-Jayco                 | + 0"       |
| 3. | Amaury Capiot    | Arkéa-Samsic                       | + 0"       |
| 4. | Paul Penhoët     | Groupama-FDJ                       | + 0"       |
| 5. | Hugo Page        | Intermarché-Wanty-Gobert Matériaux | + 0"       |
| 6. | Mark Cavendish   | Quick-Step Alpha Vinyl             | + 0"       |
| 7. | Felix Groß       | UAE Team Emirates                  | + 0"       |
| 8. | Laurenz Rex      | Bingoal Pauwels Sauces WB          | + 0"       |
| 9. | Szymon Sajnok    | Cofidis                            | + 0"       |
| 10. | Kévin Vauquelin  | Arkéa-Samsic                       | + 0"       |

## Resultater
| \| Samlede stilling \| Samlede stilling \| Samlede stilling \| Samlede stilling \| Samlede stilling \| \| Rytter \| Rytter \| Hold \| Tid \| \| \| ---------------- \| ------------------ \| ---------------------------------- \| ---------------- \| ---------------- \| \| 1. \| Jan Hirt \| Intermarché-Wanty-Gobert Matériaux \| 22t 35' 43" \| \| \| 2. \| Fausto Masnada \| Quick-Step Alpha Vinyl \| + 1' 00" \| \| \| 3. \| Rui Costa \| UAE Team Emirates \| + 1' 16" \| \| \| 4. \| Élie Gesbert \| Arkéa-Samsic \| + 1' 18" \| \| \| 5. \| Anthon Charmig \| Uno-X Pro Cycling Team \| + 1' 18" \| \| \| 6. \| Kévin Vauquelin \| Arkéa-Samsic \| + 1' 38" \| \| \| 7. \| Kevin Colleoni \| BikeExchange-Jayco \| + 1' 50" \| \| \| 8. \| Rein Taaramäe \| Intermarché-Wanty-Gobert Matériaux \| + 1' 51" \| \| \| 9. \| Henri Vandenabeele \| Team DSM \| + 1' 54" \| \| \| 10. \| Mauro Schmid \| Quick-Step Alpha Vinyl \| + 2' 01" \| \| |                    |                                    |             |
| |                    |                                    |             |
| Kilde: ProCyclingStats |                    |                                    |             |
| Samlede stilling |                    |                                    |             |
| Rytter | Rytter             | Hold                               | Tid         |
| 1. | Jan Hirt           | Intermarché-Wanty-Gobert Matériaux | 22t 35' 43" |
| 2. | Fausto Masnada     | Quick-Step Alpha Vinyl             | + 1' 00"    |
| 3. | Rui Costa          | UAE Team Emirates                  | + 1' 16"    |
| 4. | Élie Gesbert       | Arkéa-Samsic                       | + 1' 18"    |
| 5. | Anthon Charmig     | Uno-X Pro Cycling Team             | + 1' 18"    |
| 6. | Kévin Vauquelin    | Arkéa-Samsic                       | + 1' 38"    |
| 7. | Kevin Colleoni     | BikeExchange-Jayco                 | + 1' 50"    |
| 8. | Rein Taaramäe      | Intermarché-Wanty-Gobert Matériaux | + 1' 51"    |
| 9. | Henri Vandenabeele | Team DSM                           | + 1' 54"    |
| 10. | Mauro Schmid       | Quick-Step Alpha Vinyl             | + 2' 01"    |

| Samlede stilling | Samlede stilling   | Samlede stilling                   | Samlede stilling | Samlede stilling |
| Rytter           | Rytter             | Hold                               | Tid              |                  |
| ---------------- | ------------------ | ---------------------------------- | ---------------- | ---------------- |
| 1.               | Jan Hirt           | Intermarché-Wanty-Gobert Matériaux | 22t 35' 43"      |                  |
| 2.               | Fausto Masnada     | Quick-Step Alpha Vinyl             | + 1' 00"         |                  |
| 3.               | Rui Costa          | UAE Team Emirates                  | + 1' 16"         |                  |
| 4.               | Élie Gesbert       | Arkéa-Samsic                       | + 1' 18"         |                  |
| 5.               | Anthon Charmig     | Uno-X Pro Cycling Team             | + 1' 18"         |                  |
| 6.               | Kévin Vauquelin    | Arkéa-Samsic                       | + 1' 38"         |                  |
| 7.               | Kevin Colleoni     | BikeExchange-Jayco                 | + 1' 50"         |                  |
| 8.               | Rein Taaramäe      | Intermarché-Wanty-Gobert Matériaux | + 1' 51"         |                  |
| 9.               | Henri Vandenabeele | Team DSM                           | + 1' 54"         |                  |
| 10.              | Mauro Schmid       | Quick-Step Alpha Vinyl             | + 2' 01"         |                  |

| Pointkonkurrence | Pointkonkurrence | Pointkonkurrence                   | Pointkonkurrence | Pointkonkurrence |
| Rytter           | Rytter           | Hold                               | Point            |                  |
| ---------------- | ---------------- | ---------------------------------- | ---------------- | ---------------- |
| 1.               | Fernando Gaviria | UAE Team Emirates                  | 37 point         |                  |
| 2.               | Kaden Groves     | BikeExchange-Jayco                 | 33 point         |                  |
| 3.               | Jan Hirt         | Intermarché-Wanty-Gobert Matériaux | 32 point         |                  |
| 4.               | Amaury Capiot    | Arkéa-Samsic                       | 28 point         |                  |
| 5.               | Mark Cavendish   | Quick-Step Alpha Vinyl             | 27 point         |                  |
| 6.               | Fausto Masnada   | Quick-Step Alpha Vinyl             | 24 point         |                  |
| 7.               | Anthon Charmig   | Uno-X Pro Cycling Team             | 24 point         |                  |
| 8.               | Kévin Vauquelin  | Arkéa-Samsic                       | 24 point         |                  |
| 9.               | Rui Costa        | UAE Team Emirates                  | 21 point         |                  |
| 10.              | Élie Gesbert     | Arkéa-Samsic                       | 18 point         |                  |

| Pointkonkurrence | Pointkonkurrence | Pointkonkurrence                   | Pointkonkurrence | Pointkonkurrence |
| Rytter           | Rytter           | Hold                               | Point            |                  |
| ---------------- | ---------------- | ---------------------------------- | ---------------- | ---------------- |
| 1.               | Fernando Gaviria | UAE Team Emirates                  | 37 point         |                  |
| 2.               | Kaden Groves     | BikeExchange-Jayco                 | 33 point         |                  |
| 3.               | Jan Hirt         | Intermarché-Wanty-Gobert Matériaux | 32 point         |                  |
| 4.               | Amaury Capiot    | Arkéa-Samsic                       | 28 point         |                  |
| 5.               | Mark Cavendish   | Quick-Step Alpha Vinyl             | 27 point         |                  |
| 6.               | Fausto Masnada   | Quick-Step Alpha Vinyl             | 24 point         |                  |
| 7.               | Anthon Charmig   | Uno-X Pro Cycling Team             | 24 point         |                  |
| 8.               | Kévin Vauquelin  | Arkéa-Samsic                       | 24 point         |                  |
| 9.               | Rui Costa        | UAE Team Emirates                  | 21 point         |                  |
| 10.              | Élie Gesbert     | Arkéa-Samsic                       | 18 point         |                  |

| Ungdomskonkurrence | Ungdomskonkurrence | Ungdomskonkurrence     | Ungdomskonkurrence | Ungdomskonkurrence |
| Rytter             | Rytter             | Hold                   | Tid                |                    |
| ------------------ | ------------------ | ---------------------- | ------------------ | ------------------ |
| 1.                 | Anthon Charmig     | Uno-X Pro Cycling Team | 22t 37' 01"        |                    |
| 2.                 | Kévin Vauquelin    | Arkéa-Samsic           | + 20"              |                    |
| 3.                 | Kevin Colleoni     | BikeExchange-Jayco     | + 32"              |                    |
| 4.                 | Henri Vandenabeele | Team DSM               | + 36"              |                    |
| 5.                 | Mauro Schmid       | Quick-Step Alpha Vinyl | + 43"              |                    |
| 6.                 | Kevin Vermaerke    | Team DSM               | + 59"              |                    |
| 7.                 | Filippo Zana       | Bardiani CSF Faizanè   | + 1' 56"           |                    |
| 8.                 | Denis Nekrasov     | Gazprom-RusVelo        | + 2' 16"           |                    |
| 9.                 | Luca Covili        | Bardiani CSF Faizanè   | + 2' 23"           |                    |
| 10.                | Hugo Toumire       | Cofidis                | + 3' 14"           |                    |

| Ungdomskonkurrence | Ungdomskonkurrence | Ungdomskonkurrence     | Ungdomskonkurrence | Ungdomskonkurrence |
| Rytter             | Rytter             | Hold                   | Tid                |                    |
| ------------------ | ------------------ | ---------------------- | ------------------ | ------------------ |
| 1.                 | Anthon Charmig     | Uno-X Pro Cycling Team | 22t 37' 01"        |                    |
| 2.                 | Kévin Vauquelin    | Arkéa-Samsic           | + 20"              |                    |
| 3.                 | Kevin Colleoni     | BikeExchange-Jayco     | + 32"              |                    |
| 4.                 | Henri Vandenabeele | Team DSM               | + 36"              |                    |
| 5.                 | Mauro Schmid       | Quick-Step Alpha Vinyl | + 43"              |                    |
| 6.                 | Kevin Vermaerke    | Team DSM               | + 59"              |                    |
| 7.                 | Filippo Zana       | Bardiani CSF Faizanè   | + 1' 56"           |                    |
| 8.                 | Denis Nekrasov     | Gazprom-RusVelo        | + 2' 16"           |                    |
| 9.                 | Luca Covili        | Bardiani CSF Faizanè   | + 2' 23"           |                    |
| 10.                | Hugo Toumire       | Cofidis                | + 3' 14"           |                    |

### Holdkonkurrencen
| Holdkonkurrence | Holdkonkurrence                    | Holdkonkurrence | Holdkonkurrence |
| Hold            | Hold                               | Tid             |                 |
| --------------- | ---------------------------------- | --------------- | --------------- |
| 1.              | Arkéa-Samsic                       | 67t 53' 48"     |                 |
| 2.              | Intermarché-Wanty-Gobert Matériaux | + 7"            |                 |
| 3.              | Team DSM                           | + 2' 01"        |                 |
| 4.              | Bardiani-CSF-Faizanè               | + 9' 31"        |                 |
| 5.              | Quick-Step Alpha Vinyl             | + 10' 05"       |                 |

## Hold og ryttere
| UCI WorldTeams (7)- Cofidis - Groupama-FDJ - Intermarché-Wanty-Gobert Matériaux - Quick-Step Alpha Vinyl - BikeExchange-Jayco - Team DSM - UAE Team Emirates UCI ProTeams (8)- Bardiani-CSF-Faizanè - Bingoal Pauwels Sauces WB - Burgos-BH - Euskaltel-Euskadi - Gazprom-RusVelo - Arkéa-Samsic - Team Novo Nordisk - Uno-X Pro Cycling Team UCI Kontinentalhold- Astana Qazaqstan Development Team Landshold- Oman |
| |

### Danske ryttere
| Danske ryttere på startlisten |                      |                                    |           |
| Rygnummer                     | Rytter               | Hold                               | Placering |
| 11                            | Søren Kragh Andersen | Team DSM                           | 39        |
| 44                            | Julius Johansen      | Intermarché-Wanty-Gobert Matériaux | 79        |
| 81                            | Anthon Charmig       | Uno-X Pro Cycling Team             | 5         |
| 82                            | Niklas Eg            | Uno-X Pro Cycling Team             | DNS-3     |
| 84                            | Marcus Sander Hansen | Uno-X Pro Cycling Team             | DNF-6     |

* DNF = gennemførte ikke

### Startliste
| Quick-Step Alpha Vinyl QST | Quick-Step Alpha Vinyl QST | Quick-Step Alpha Vinyl QST |
| -------------------------- | -------------------------- | -------------------------- |
| Nr.                        | Rytter                     | Placering                  |
| 1                          | Mark Cavendish (GBR)       | 68.                        |
| 2                          | Iljo Keisse (BEL)          | 72.                        |
| 3                          | Fausto Masnada (ITA)       | 2.                         |
| 4                          | Mauro Schmid (SUI)         | 10.                        |
| 5                          | Stijn Steels (BEL)         | 59.                        |
| 6                          | Stan Van Tricht (BEL)      | 34.                        |

| Team DSM DSM | Team DSM DSM                  | Team DSM DSM |
| ------------ | ----------------------------- | ------------ |
| Nr.          | Rytter                        | Placering    |
| 11           | Søren Kragh Andersen (DEN)    | 39.          |
| 12           | Marco Brenner (GER)           | 24.          |
| 13           | Jonas Iversby Hvideberg (NOR) | 25.          |
| 14           | Henri Vandenabeele (BEL)      | 9.           |
| 15           | Kevin Vermaerke (USA)         | 11.          |

| UAE Team Emirates UAD | UAE Team Emirates UAD     | UAE Team Emirates UAD |
| --------------------- | ------------------------- | --------------------- |
| Nr.                   | Rytter                    | Placering             |
| 21                    | Rui Costa (POR)           | 3.                    |
| 22                    | Fernando Gaviria (COL)    | 49.                   |
| 23                    | Ryan Gibbons (RSA)        | 16.                   |
| 24                    | Felix Groß (GER)          | 53.                   |
| 25                    | Yousif Mirza (UAE)        | 42.                   |
| 26                    | Maximiliano Richeze (ARG) | 65.                   |
| 27                    | Oliviero Troia (ITA)      | DNS-6                 |

| Arkéa-Samsic ARK | Arkéa-Samsic ARK      | Arkéa-Samsic ARK |
| ---------------- | --------------------- | ---------------- |
| Nr.              | Rytter                | Placering        |
| 31               | Élie Gesbert (FRA)    | 4.               |
| 32               | Winner Anacona (COL)  | 19.              |
| 33               | Amaury Capiot (BEL)   | 47.              |
| 34               | Laurent Pichon (FRA)  | 32.              |
| 35               | Kévin Vauquelin (FRA) | 6.               |

| Intermarché-Wanty-Gobert Matériaux IWG | Intermarché-Wanty-Gobert Matériaux IWG | Intermarché-Wanty-Gobert Matériaux IWG |
| -------------------------------------- | -------------------------------------- | -------------------------------------- |
| Nr.                                    | Rytter                                 | Placering                              |
| 41                                     | Rein Taaramäe (EST)                    | 8.                                     |
| 42                                     | Tom Devriendt (BEL)                    | 63.                                    |
| 43                                     | Jan Hirt (CZE)                         | 1.                                     |
| 44                                     | Julius Johansen (DEN)                  | 79.                                    |
| 45                                     | Hugo Page (FRA)                        | 18.                                    |
| 46                                     | Kevin Van Melsen (BEL)                 | 80.                                    |

| Cofidis COF | Cofidis COF           | Cofidis COF |
| ----------- | --------------------- | ----------- |
| Nr.         | Rytter                | Placering   |
| 51          | Max Walscheid (GER)   | 60.         |
| 52          | Sander Armée (BEL)    | 12.         |
| 53          | Szymon Sajnok (POL)   | 55.         |
| 54          | Hugo Toumire (FRA)    | 17.         |
| 55          | Davide Villella (ITA) | 44.         |

| BikeExchange-Jayco BEX | BikeExchange-Jayco BEX   | BikeExchange-Jayco BEX |
| ---------------------- | ------------------------ | ---------------------- |
| Nr.                    | Rytter                   | Placering              |
| 61                     | Kaden Groves (AUS)       | 61.                    |
| 62                     | Kelland O'Brien (AUS)    | 51.                    |
| 63                     | Kevin Colleoni (ITA)     | 7.                     |
| 64                     | Alexander Konysjev (ITA) | DNS-2                  |
| 65                     | Cameron Meyer (AUS)      | 31.                    |
| 66                     | Callum Scotson (AUS)     | 30.                    |
| 67                     | Campbell Stewart (NZL)   | 67.                    |

| Groupama-FDJ GFC | Groupama-FDJ GFC          | Groupama-FDJ GFC |
| ---------------- | ------------------------- | ---------------- |
| Nr.              | Rytter                    | Placering        |
| 71               | Paul Penhoët (FRA)        | 28.              |
| 72               | Clément Davy (FRA)        | 50.              |
| 73               | Antoine Duchesne (CAN)    | 23.              |
| 74               | Ignatas Konovalovas (LTU) | 66.              |
| 75               | Miles Scotson (AUS)       | 35.              |
| 76               | Ramon Sinkeldam (NED)     | 38.              |

| Uno-X Pro Cycling Team UXT | Uno-X Pro Cycling Team UXT   | Uno-X Pro Cycling Team UXT |
| -------------------------- | ---------------------------- | -------------------------- |
| Nr.                        | Rytter                       | Placering                  |
| 81                         | Anthon Charmig (DEN)         | 5.                         |
| 82                         | Niklas Eg (DEN)              | DNS-3                      |
| 83                         | Tord Gudmestad (NOR)         | 52.                        |
| 84                         | Marcus Sander Hansen (DEN)   | DNF-6                      |
| 85                         | Martin Bugge Urianstad (NOR) | DNS-1                      |

| Bardiani CSF Faizanè BCF | Bardiani CSF Faizanè BCF | Bardiani CSF Faizanè BCF |
| ------------------------ | ------------------------ | ------------------------ |
| Nr.                      | Rytter                   | Placering                |
| 91                       | Filippo Zana (ITA)       | 13.                      |
| 92                       | Luca Colnaghi (ITA)      | 76.                      |
| 93                       | Luca Covili (ITA)        | 15.                      |
| 94                       | Luca Rastelli (ITA)      | 54.                      |
| 95                       | Samuele Zoccarato (ITA)  | 64.                      |
| 96                       | Jonathan Cañaveral (COL) | DNF-6                    |

| Bingoal Pauwels Sauces WB BWB | Bingoal Pauwels Sauces WB BWB | Bingoal Pauwels Sauces WB BWB |
| ----------------------------- | ----------------------------- | ----------------------------- |
| Nr.                           | Rytter                        | Placering                     |
| 101                           | Milan Menten (BEL)            | 27.                           |
| 102                           | Louis Blouwe (BEL)            | 40.                           |
| 103                           | Dorian de Maeght (BEL)        | DNF-4                         |
| 104                           | Johan Meens (BEL)             | 45.                           |
| 105                           | Mathijs Paasschens (NED)      | DNS-1                         |
| 106                           | Laurenz Rex (BEL)             | 57.                           |
| 107                           | Nathan Vandepitte (FRA)       | 70.                           |

| Euskaltel-Euskadi EUS | Euskaltel-Euskadi EUS | Euskaltel-Euskadi EUS |
| --------------------- | --------------------- | --------------------- |
| Nr.                   | Rytter                | Placering             |
| 111                   | Joan Bou (ESP)        | 46.                   |
| 112                   | Antonio Angulo (ESP)  | 56.                   |
| 113                   | Carlos Canal (ESP)    | 21.                   |
| 114                   | Peio Goikoetxea (ESP) | 69.                   |
| 115                   | Julen Irizar (ESP)    | DNF-5                 |

| Gazprom-RusVelo GAZ | Gazprom-RusVelo GAZ    | Gazprom-RusVelo GAZ |
| ------------------- | ---------------------- | ------------------- |
| Nr.                 | Rytter                 | Placering           |
| 121                 | Marco Canola (ITA)     | DNS-5               |
| 122                 | Pavel Kotjetkov (RUS)  | 41.                 |
| 123                 | Michael Kukrle (CZE)   | 26.                 |
| 124                 | Denis Nekrasov (RUS)   | 14.                 |
| 125                 | Ivan Rovnyj (RUS)      | 43.                 |
| 126                 | Dmitrij Strakhov (RUS) | 22.                 |

| Burgos-BH BBH | Burgos-BH BBH                | Burgos-BH BBH |
| ------------- | ---------------------------- | ------------- |
| Nr.           | Rytter                       | Placering     |
| 131           | Mihkel Räim (EST) (landevej) | 77.           |
| 132           | Mario Aparicio (ESP)         | 20.           |
| 133           | Jetse Bol (NED)              | 29.           |
| 134           | Ángel Fuentes (ESP)          | 58.           |
| 135           | Victor Langellotti (MON)     | 73.           |
| 136           | Alex Molenaar (NED)          | 71.           |
| 137           | Gabriel Muller (FRA)         | DNF-4         |

| Oman OMA | Oman OMA                | Oman OMA  |
| -------- | ----------------------- | --------- |
| Nr.      | Rytter                  | Placering |
| 141      | Said Al Rahbi           | 84.       |
| 142      | Mohamed Al Wahibi       | 85.       |
| 143      | Husam Al Rawahi         | DNF-3     |
| 144      | Mazen Al Riyami         | 87.       |
| 145      | Abdul Rahman Al Yacoubi | 83.       |
| 146      | Munther Al Hsani        | 82.       |
| 147      | Faisal Al Mammari       | 86.       |

| Team Novo Nordisk TNN | Team Novo Nordisk TNN | Team Novo Nordisk TNN |
| --------------------- | --------------------- | --------------------- |
| Nr.                   | Rytter                | Placering             |
| 151                   | Charles Planet (FRA)  | 33.                   |
| 152                   | Stephen Clancy (IRL)  | DNF-4                 |
| 153                   | Gerd de Keijzer (NED) | 81.                   |
| 154                   | Jan Dunnewind (NED)   | DNF-2                 |
| 155                   | Andrea Peron (ITA)    | DNS-5                 |
| 156                   | Umberto Poli (ITA)    | 75.                   |
| 157                   | Filippo Ridolfo (ITA) | 78.                   |

| Astana Qazaqstan Development Team AQD | Astana Qazaqstan Development Team AQD | Astana Qazaqstan Development Team AQD |
| ------------------------------------- | ------------------------------------- | ------------------------------------- |
| Nr.                                   | Rytter                                | Placering                             |
| 161                                   | Juan Carlos Lopez (COL)               | 37.                                   |
| 162                                   | Gianmarco Garofoli (ITA)              | 48.                                   |
| 163                                   | Harold Martín López (ECU)             | 37.                                   |
| 164                                   | Alexander Winokurow (KAZ)             | 74.                                   |
| 165                                   | Nicolas Vinokurov (KAZ)               | 62.                                   |

| Quick-Step Alpha Vinyl QST | Quick-Step Alpha Vinyl QST | Quick-Step Alpha Vinyl QST |
| -------------------------- | -------------------------- | -------------------------- |
| Nr.                        | Rytter                     | Placering                  |
| 1                          | Mark Cavendish (GBR)       | 68.                        |
| 2                          | Iljo Keisse (BEL)          | 72.                        |
| 3                          | Fausto Masnada (ITA)       | 2.                         |
| 4                          | Mauro Schmid (SUI)         | 10.                        |
| 5                          | Stijn Steels (BEL)         | 59.                        |
| 6                          | Stan Van Tricht (BEL)      | 34.                        |

| Team DSM DSM | Team DSM DSM                  | Team DSM DSM |
| ------------ | ----------------------------- | ------------ |
| Nr.          | Rytter                        | Placering    |
| 11           | Søren Kragh Andersen (DEN)    | 39.          |
| 12           | Marco Brenner (GER)           | 24.          |
| 13           | Jonas Iversby Hvideberg (NOR) | 25.          |
| 14           | Henri Vandenabeele (BEL)      | 9.           |
| 15           | Kevin Vermaerke (USA)         | 11.          |

| UAE Team Emirates UAD | UAE Team Emirates UAD     | UAE Team Emirates UAD |
| --------------------- | ------------------------- | --------------------- |
| Nr.                   | Rytter                    | Placering             |
| 21                    | Rui Costa (POR)           | 3.                    |
| 22                    | Fernando Gaviria (COL)    | 49.                   |
| 23                    | Ryan Gibbons (RSA)        | 16.                   |
| 24                    | Felix Groß (GER)          | 53.                   |
| 25                    | Yousif Mirza (UAE)        | 42.                   |
| 26                    | Maximiliano Richeze (ARG) | 65.                   |
| 27                    | Oliviero Troia (ITA)      | DNS-6                 |

| Arkéa-Samsic ARK | Arkéa-Samsic ARK      | Arkéa-Samsic ARK |
| ---------------- | --------------------- | ---------------- |
| Nr.              | Rytter                | Placering        |
| 31               | Élie Gesbert (FRA)    | 4.               |
| 32               | Winner Anacona (COL)  | 19.              |
| 33               | Amaury Capiot (BEL)   | 47.              |
| 34               | Laurent Pichon (FRA)  | 32.              |
| 35               | Kévin Vauquelin (FRA) | 6.               |

| Intermarché-Wanty-Gobert Matériaux IWG | Intermarché-Wanty-Gobert Matériaux IWG | Intermarché-Wanty-Gobert Matériaux IWG |
| -------------------------------------- | -------------------------------------- | -------------------------------------- |
| Nr.                                    | Rytter                                 | Placering                              |
| 41                                     | Rein Taaramäe (EST)                    | 8.                                     |
| 42                                     | Tom Devriendt (BEL)                    | 63.                                    |
| 43                                     | Jan Hirt (CZE)                         | 1.                                     |
| 44                                     | Julius Johansen (DEN)                  | 79.                                    |
| 45                                     | Hugo Page (FRA)                        | 18.                                    |
| 46                                     | Kevin Van Melsen (BEL)                 | 80.                                    |

| Cofidis COF | Cofidis COF           | Cofidis COF |
| ----------- | --------------------- | ----------- |
| Nr.         | Rytter                | Placering   |
| 51          | Max Walscheid (GER)   | 60.         |
| 52          | Sander Armée (BEL)    | 12.         |
| 53          | Szymon Sajnok (POL)   | 55.         |
| 54          | Hugo Toumire (FRA)    | 17.         |
| 55          | Davide Villella (ITA) | 44.         |

| BikeExchange-Jayco BEX | BikeExchange-Jayco BEX   | BikeExchange-Jayco BEX |
| ---------------------- | ------------------------ | ---------------------- |
| Nr.                    | Rytter                   | Placering              |
| 61                     | Kaden Groves (AUS)       | 61.                    |
| 62                     | Kelland O'Brien (AUS)    | 51.                    |
| 63                     | Kevin Colleoni (ITA)     | 7.                     |
| 64                     | Alexander Konysjev (ITA) | DNS-2                  |
| 65                     | Cameron Meyer (AUS)      | 31.                    |
| 66                     | Callum Scotson (AUS)     | 30.                    |
| 67                     | Campbell Stewart (NZL)   | 67.                    |

| Groupama-FDJ GFC | Groupama-FDJ GFC          | Groupama-FDJ GFC |
| ---------------- | ------------------------- | ---------------- |
| Nr.              | Rytter                    | Placering        |
| 71               | Paul Penhoët (FRA)        | 28.              |
| 72               | Clément Davy (FRA)        | 50.              |
| 73               | Antoine Duchesne (CAN)    | 23.              |
| 74               | Ignatas Konovalovas (LTU) | 66.              |
| 75               | Miles Scotson (AUS)       | 35.              |
| 76               | Ramon Sinkeldam (NED)     | 38.              |

| Uno-X Pro Cycling Team UXT | Uno-X Pro Cycling Team UXT   | Uno-X Pro Cycling Team UXT |
| -------------------------- | ---------------------------- | -------------------------- |
| Nr.                        | Rytter                       | Placering                  |
| 81                         | Anthon Charmig (DEN)         | 5.                         |
| 82                         | Niklas Eg (DEN)              | DNS-3                      |
| 83                         | Tord Gudmestad (NOR)         | 52.                        |
| 84                         | Marcus Sander Hansen (DEN)   | DNF-6                      |
| 85                         | Martin Bugge Urianstad (NOR) | DNS-1                      |

| Bardiani CSF Faizanè BCF | Bardiani CSF Faizanè BCF | Bardiani CSF Faizanè BCF |
| ------------------------ | ------------------------ | ------------------------ |
| Nr.                      | Rytter                   | Placering                |
| 91                       | Filippo Zana (ITA)       | 13.                      |
| 92                       | Luca Colnaghi (ITA)      | 76.                      |
| 93                       | Luca Covili (ITA)        | 15.                      |
| 94                       | Luca Rastelli (ITA)      | 54.                      |
| 95                       | Samuele Zoccarato (ITA)  | 64.                      |
| 96                       | Jonathan Cañaveral (COL) | DNF-6                    |

| Bingoal Pauwels Sauces WB BWB | Bingoal Pauwels Sauces WB BWB | Bingoal Pauwels Sauces WB BWB |
| ----------------------------- | ----------------------------- | ----------------------------- |
| Nr.                           | Rytter                        | Placering                     |
| 101                           | Milan Menten (BEL)            | 27.                           |
| 102                           | Louis Blouwe (BEL)            | 40.                           |
| 103                           | Dorian de Maeght (BEL)        | DNF-4                         |
| 104                           | Johan Meens (BEL)             | 45.                           |
| 105                           | Mathijs Paasschens (NED)      | DNS-1                         |
| 106                           | Laurenz Rex (BEL)             | 57.                           |
| 107                           | Nathan Vandepitte (FRA)       | 70.                           |

| Euskaltel-Euskadi EUS | Euskaltel-Euskadi EUS | Euskaltel-Euskadi EUS |
| --------------------- | --------------------- | --------------------- |
| Nr.                   | Rytter                | Placering             |
| 111                   | Joan Bou (ESP)        | 46.                   |
| 112                   | Antonio Angulo (ESP)  | 56.                   |
| 113                   | Carlos Canal (ESP)    | 21.                   |
| 114                   | Peio Goikoetxea (ESP) | 69.                   |
| 115                   | Julen Irizar (ESP)    | DNF-5                 |

| Gazprom-RusVelo GAZ | Gazprom-RusVelo GAZ    | Gazprom-RusVelo GAZ |
| ------------------- | ---------------------- | ------------------- |
| Nr.                 | Rytter                 | Placering           |
| 121                 | Marco Canola (ITA)     | DNS-5               |
| 122                 | Pavel Kotjetkov (RUS)  | 41.                 |
| 123                 | Michael Kukrle (CZE)   | 26.                 |
| 124                 | Denis Nekrasov (RUS)   | 14.                 |
| 125                 | Ivan Rovnyj (RUS)      | 43.                 |
| 126                 | Dmitrij Strakhov (RUS) | 22.                 |

| Burgos-BH BBH | Burgos-BH BBH                | Burgos-BH BBH |
| ------------- | ---------------------------- | ------------- |
| Nr.           | Rytter                       | Placering     |
| 131           | Mihkel Räim (EST) (landevej) | 77.           |
| 132           | Mario Aparicio (ESP)         | 20.           |
| 133           | Jetse Bol (NED)              | 29.           |
| 134           | Ángel Fuentes (ESP)          | 58.           |
| 135           | Victor Langellotti (MON)     | 73.           |
| 136           | Alex Molenaar (NED)          | 71.           |
| 137           | Gabriel Muller (FRA)         | DNF-4         |

| Oman OMA | Oman OMA                | Oman OMA  |
| -------- | ----------------------- | --------- |
| Nr.      | Rytter                  | Placering |
| 141      | Said Al Rahbi           | 84.       |
| 142      | Mohamed Al Wahibi       | 85.       |
| 143      | Husam Al Rawahi         | DNF-3     |
| 144      | Mazen Al Riyami         | 87.       |
| 145      | Abdul Rahman Al Yacoubi | 83.       |
| 146      | Munther Al Hsani        | 82.       |
| 147      | Faisal Al Mammari       | 86.       |

| Team Novo Nordisk TNN | Team Novo Nordisk TNN | Team Novo Nordisk TNN |
| --------------------- | --------------------- | --------------------- |
| Nr.                   | Rytter                | Placering             |
| 151                   | Charles Planet (FRA)  | 33.                   |
| 152                   | Stephen Clancy (IRL)  | DNF-4                 |
| 153                   | Gerd de Keijzer (NED) | 81.                   |
| 154                   | Jan Dunnewind (NED)   | DNF-2                 |
| 155                   | Andrea Peron (ITA)    | DNS-5                 |
| 156                   | Umberto Poli (ITA)    | 75.                   |
| 157                   | Filippo Ridolfo (ITA) | 78.                   |

| Astana Qazaqstan Development Team AQD | Astana Qazaqstan Development Team AQD | Astana Qazaqstan Development Team AQD |
| ------------------------------------- | ------------------------------------- | ------------------------------------- |
| Nr.                                   | Rytter                                | Placering                             |
| 161                                   | Juan Carlos Lopez (COL)               | 37.                                   |
| 162                                   | Gianmarco Garofoli (ITA)              | 48.                                   |
| 163                                   | Harold Martín López (ECU)             | 37.                                   |
| 164                                   | Alexander Winokurow (KAZ)             | 74.                                   |
| 165                                   | Nicolas Vinokurov (KAZ)               | 62.                                   |